# El códice maya
El códice maya (The Codex) es una novela de intriga y acción del escritor estadounidense Douglas Preston, publicada originariamente en 2004. En ella, Preston desarrolla la búsqueda por parte de los hermanos Broadbent (Vernon, Philip y Tom) que fueron citados por su padre el mismo día y hora en su rancho, donde ellos tratan de descubrir el motivo de la desaparición de su padre, pensando que fue un robo o un secuestro, hacen el llamado a la policía quienes creen que todo fue planeado para cobrar un seguro por las piezas robadas, su padre Maxwell Broadbent que ha desaparecido de su rancho de Nuevo México con todos los tesoros artísticos e históricos que ha ido recopilando durante su vida de ladrón de arte y yacimientos arqueológicos. El tesoro está valuado en 500 millones de dólares, descubren en el rancho una cinta donde el les pide que encuentren su tumba para poder obtener la herencia, su padre se había llevado todo para tener un sepulcro como los faraones que se enterraban con sus pertenencias, Philip localiza a Hauser un detective que era amigo de su padre y solicita sus servicios pero este era muy impredecible y ambicioso, ya que ofrece sus servicios a un empresario ruso Skiba que se encuentra en quiebra, al que le ofrece el códice maya donde vienen recetas médicas que contiene formulaciones que le pueden salvar de su apurada situación financiera; Vernon el hijo más espiritual le comenta a su gurú quien desistía ir a buscar la herencia pero al decirle Vernon la cantidad por la que esta evaluada la herencia el guru le dice que deben de buscarla.
Tom Broadbent se revela como el héroe de la acción durante la cual descubre a un hermanastro perdido, a su padre y a la que será su esposa, Sally, la cual seguirá teniendo papel protagonista en la siguiente novela de Preston.
- Datos: Q3792624